# Tizoughrane
Tizoughrane (franska: Tizoughrane (CR), Tizoughrane (Commune Rurale), arabiska: تيغمي) är en kommun i Marocko.   Den ligger i provinsen Tiznit och regionen Souss-Massa, i den centrala delen av landet, 500 km söder om huvudstaden Rabat. Antalet invånare är 6 105.